# La Parota, Zirándaro
La Parota är en ort i Mexiko.   Den ligger i kommunen Zirándaro och delstaten Guerrero, i den södra delen av landet, 230 km sydväst om huvudstaden Mexico City. La Parota ligger 216 meter över havet och antalet invånare är 362.
Terrängen runt La Parota är kuperad åt sydväst, men åt nordost är den platt. La Parota ligger nere i en dal. Runt La Parota är det glesbefolkat, med 11 invånare per kvadratkilometer. Närmaste större samhälle är Zirándaro, 12,7 km öster om La Parota. I omgivningarna runt La Parota växer huvudsakligen savannskog.